# Walter Buch
Walter Buch (Bruchsal, 24 ottobre 1883 – Schondorf am Ammersee, 12 novembre 1949) è stato un magistrato tedesco dei tribunali dello NSDAP ed SS-Gruppenführer.

## Biografia
Militare di carriera, dopo aver partecipato come ufficiale alla prima guerra mondiale, nel 1918 lasciò l'esercito, e aderì al Partito Nazista nel 1922. Nel 1923 divenne leader regionale delle SA in  Franconia, e nel 1927 fu nominato portavoce dell'USCHLA, il tribunale interno del partito.
Nel 1929 divenne il suocero di Martin Bormann, che ne sposò la figlia Gerda. Nel 1934 Buch ebbe un ruolo di rilievo nella notte dei lunghi coltelli, venendo incaricato dell'arresto Ernst Röhm. Pochi mesi dopo fu nominato giudice supremo del partito e  SS-Gruppenführer. Fu a capo dell'inchiesta dell'USCHLA sulla notte dei cristalli, che si concluse con l'assoluzione di tutti i nazisti implicati.
Con la sconfitta del Reich nella seconda guerra mondiale fu condannato a 5 anni di lavori forzati. Nel 1949, da poco libero, si suicidò tagliandosi i polsi e gettandosi nell'Ammersee.